# Every Child (film)
Pour plus de détails, voir Fiche technique et Distribution.
Every Child est un court métrage d'animation canadien réalisé par Eugene Fedorenko et produit en 1979 par l'Office national du film du Canada en association avec l'UNICEF.  
C'est un film sans paroles, intégrant des sons des Mîmes Électriques.
Pour commémorer la déclaration de l'UNICEF sur les droits de l'enfant, le film illustre le thème « Chaque enfant a droit à un nom et à une nationalité à sa naissance ». Il y a d'ailleurs un rappel à la fin du film pour que le spectateur soutienne l'UNICEF.

## Synopsis
Ce court métrage d'animation raconte l'histoire d'une enfant rejetée de tous les foyers, puis trouvée par deux clochards qui lui donnent amour et tendresse.

## Fiche technique
- Titre original : Every Child
- Réalisation : Eugene Fedorenko
- Animateur : Eugene Fedorenko
- Scénario : Derek Lamb, Bernard Carez, Raymond Pollender
- Photographie : Robert Humble, Richard Moras, Jacques Avoine
- Musique : Normand Roger
- Artistes sonores : Les Mîmes Électriques
- Son : Normand Roger
- Mixage : Hans Peter Strobl
- Production : Derek Lamb
- Production pour l'UNICEF : Michel Munger (non crédité)
- Pays de production : Canada
- Langue originale : aucune (dialogues uniquement constitués d'onomatopées et de charabia)
- Format : couleur
- Genre : animation
- Durée : 6 minutes
- Dates de sortie :
  - Pays-Bas : 8 novembre 1990

## Distribution
- Bernard Carez
- Raymond Pollender
- Sophie Cowling : l'enfant

## Distinctions
- En 1980, Derek Lamb a remporté un Oscar du meilleur court métrage d'animation aux Oscars, États-Unis[1]
- Meilleure animation et prix spécial, prix Génie, 1980
- En 1980, Eugene Fedorenko a remporté le prix OIAF pour les premiers films au Festival international d'animation d'Ottawa